# Seitenwinder-Klapperschlange
Die Seitenwinder-Klapperschlange (Crotalus cerastes), auch Seitenwinder oder Gehörnte Klapperschlange, nach der englischen Bezeichnung international auch als Sidewinder bekannt, ist eine Art der Klapperschlangen, die im Südwesten der USA und in Nordmexiko verbreitet ist. Mit einer Maximallänge von etwa 70 Zentimetern stellt sie eine mittelgroße Art dar. Bekannt ist sie durch ihre namensgebende Fortbewegungsart, das „Seitenwinden“.

## Merkmale

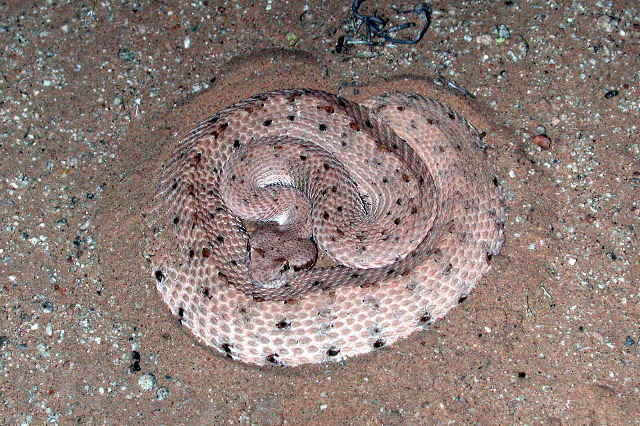
Seitenwinder-Klapperschlange (Crotalus cerastes)

Die Seitenwinder-Klapperschlange erreicht eine Körperlänge von maximal etwa 70 Zentimetern, wobei im Gegensatz zu allen anderen Klapperschlangenarten die Weibchen etwas größer als die Männchen werden. Der Körperbau ist dabei massiger und gestauchter als bei den anderen Klapperschlangen. Die Körperfarbe ist angepasst an den Untergrund und reicht von einem cremefarbenen Ton über grau und gelb-sandfarben bis zu Rosatönen. Die Rückenseite ist mit einer Fleckenreihe versehen, die im Regelfall etwas dunkler als die Grundfarbe ist und ebenfalls in ihrem Farbton sowie in ihrer Form variiert, dazwischen liegen häufig Flecken, die heller als die Grundfarbe sind. An den Flanken befinden sich meistens ebenfalls dunklere Flecken.
Die Kopffärbung entspricht der Grundfärbung des Körpers, über die Augen zieht sich ein dunklerer Streifen bis in die Mundwinkel. Die Überaugenschuppen (Supraoculare) sind verlängert und bilden oberhalb der Augen ein deutlich erkennbares und spitzes Horn, diese Bildung ist innerhalb der Klapperschlangen einzigartig.
Der Schwanz weist vier bis sechs Schwarz-weiß-Bänder auf, die jeweils etwa die gleiche Breite haben. Die Schwanzrassel besteht bei dieser Art meistens nur aus wenigen Gliedern und ist entsprechend kurz.

## Verbreitung und Lebensraum

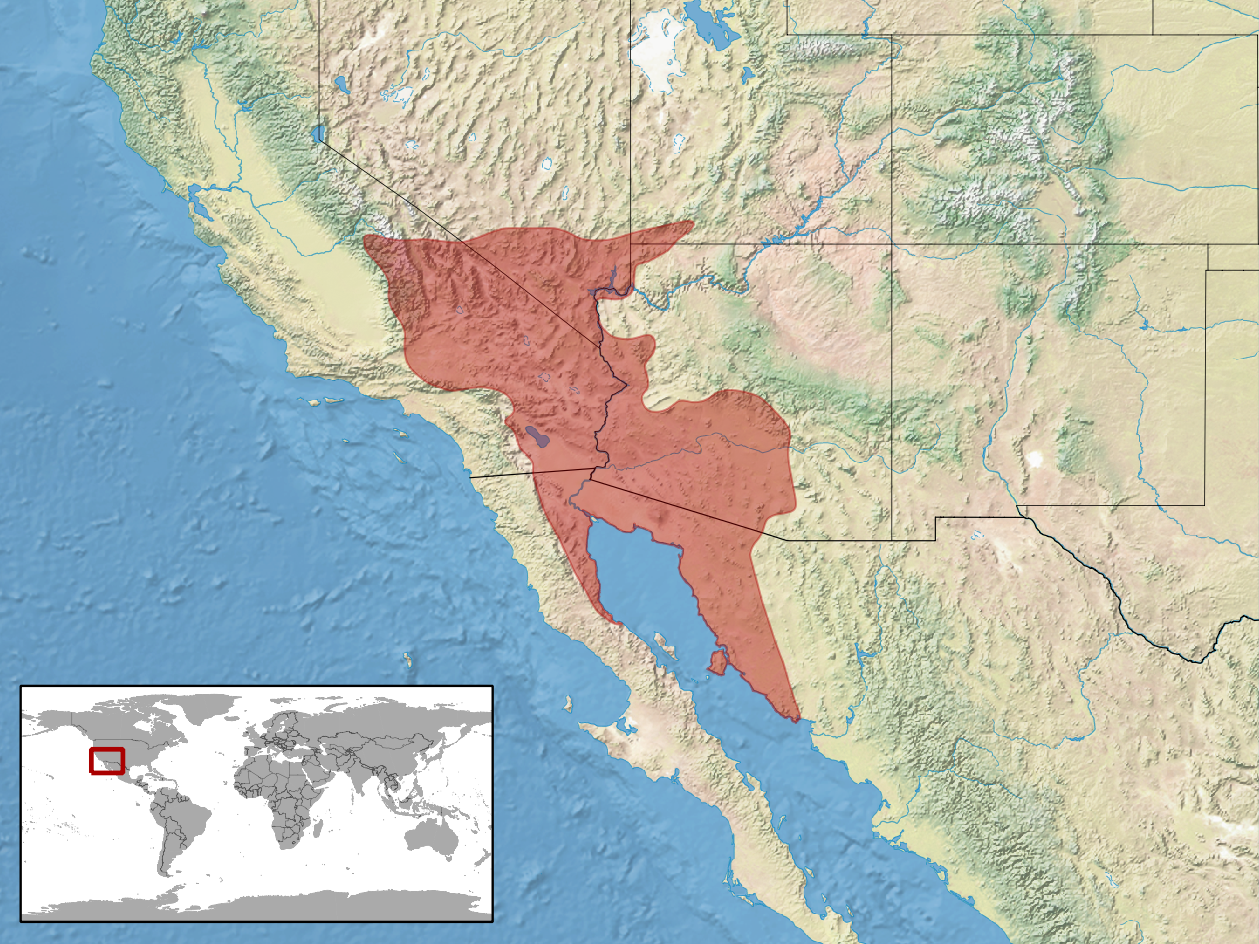
Verbreitungsgebiet

Die Seitenwinder-Klapperschlange lebt in den Wüsten der südwestlichen USA sowie Nord-Mexiko von der Baja California bis zum Golf von Mexiko in Texas. Man findet sie auch auf der Insel Tiburón im Golf von Kalifornien.
Sie lebt ausschließlich in sehr trockenen Habitaten der Wüste, häufig im Bereich von Dünen. Dabei bevorzugt sie sandige Flächen, und auch wenn sie mal auf Kiesbetten vorkommt, ist dies meist im Nahbereich von sandigen ausgetrockneten Flussbetten oder anderen Sandflächen.

## Lebensweise

Fortbewegung der Seitenwinder-Klapperschlange

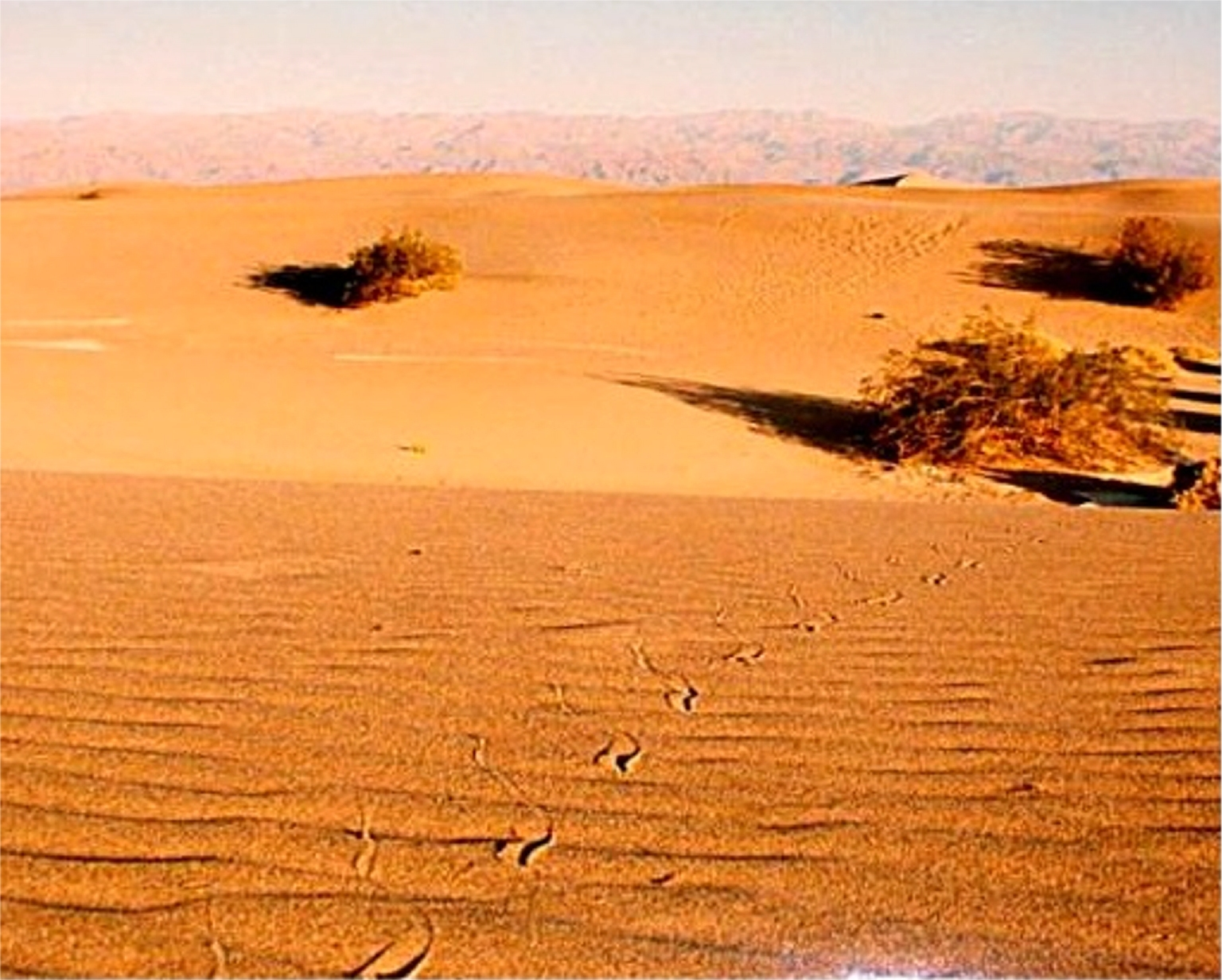
Spuren der Seitenwinder-Klapperschlange im Death Valley

Wie die meisten anderen Arten der Klapperschlangen ist auch diese Art vorwiegend nacht- und dämmerungsaktiv und lebt ausschließlich auf dem Boden. Sie ernährt sich vor allem von Kleinsäugern, seltener auch von Eidechsen oder Vögeln, die sie mit ihrem Biss tötet. Bei einer potentiellen Bedrohung versucht die Schlange zu fliehen oder gräbt sich sehr schnell in den Sandboden ein. Wird die Bedrohung intensiver, kann die Schlange ihre Rassel zur Warnung einsetzen und dabei ein laut rasselndes Geräusch erzeugen.
Die Seitenwinder-Klapperschlange hat mit dem so genannten Seitenwinden eine spezielle und innerhalb der Schlangen nur bei wenigen in Wüsten lebenden Arten anzutreffende Art der Fortbewegungsweise realisiert, die für sie namensgebend ist. Sie bewegt sich seitwärts in einem 45°-Winkel über den Sand, indem sie sich immer an zwei Punkten mit dem gesamten Körper abrollt. Dabei wird der Kopf aufgesetzt und abgerollt, ihm folgt der gesamte Körper nach, während der Kopf bereits an einer neuen Stelle aufsetzt. Bei dieser Fortbewegungsart entstehen arttypische, J-förmige Spuren im Sand.
Wie alle Klapperschlangen kann diese Art mittels des Grubenorgans Beutetiere anhand ihrer Wärmestrahlung aufspüren, was die Jagd auch bei völliger Dunkelheit ermöglicht. Aufgrund dieser Eigenschaft wurde die Seitenwinder-Klapperschlange Namensgeber der AIM-9 Sidewinder, einer wärmesuchenden Luft-Luft-Rakete, welche auf einem Stützpunkt im Verbreitungsgebiet des Tieres entwickelt wurde.

## Schlangengift
Die Seitenwinder-Klapperschlange besitzt ein typisches Klapperschlangengift mit hämotoxischer Wirkung. Den Hauptteil des Giftes machen also Proteasen und Phospholipasen aus. Als vergleichsweise kleine Schlange ist die beim Biss injizierte Giftmenge allerdings ziemlich gering, sodass sie gemeinhin nicht zu den besonders gefährlichen Klapperschlangen gezählt wird.